# Cristoforo Roncalli
Pour les articles homonymes, voir Pomarancio.
Cristoforo Roncalli, dit il Pomarancio (né en 1552 à Pomarance, dans la province de Pise en Toscane, et mort en 1626 à Rome), est un peintre italien de la seconde moitié du XVIe et du début du XVIIe siècle, entre le maniérisme et le début de la baroque. Il a fait la majeure partie de sa carrière à Rome.
Il existe deux autres peintres également connus sous le nom de « Pomarancio » : Niccolò Circignani et son fils Antonio.

## Biographie
Roncalli est issu du côté paternel d'une riche famille de marchands originaire de Bergame. Ses parents sont Giovanni Antonio Roncalli et Francesca Incontri. Cristoforo est le quatrième de six enfants. Son frère Donato, qui selon Giulio Mancini (1621) est avocat, est particulièrement proche de lui ; en 1608, les deux demandent la citoyenneté à Volterra qui leur est accordée. 
En 1570-1572, Cristoforo travaille dans sa ville natale de Pomarance. Diverses sources et sa nécrologie mentionnent un apprentissage à Florence. En 1576, il peint un retable pour la cathédrale de Sienne : Vierge et l'Enfant avec les Saints Antoine et Agathe (Museo dell'Opera Metropolitana del Duomo), et des scènes tirées des Métamorphoses (Ovide) (Palais Bindi, Sienne) pour Ippolito Agostini. Il y séjourne également en 1579-1580 pour plusieurs commandes.
Sur la base de son éducation toscane, Roncalli développe son langage artistique personnel, créant un équilibre entre l'équilibre harmonieux de Raphaël et l'emphase émotionnelle de Federico Barocci. À la fin du XVIe siècle, il intègre également des contrastes clair-obscur sensibles, qui s'inspirent probablement des innovations du Caravage. 
En 1582-1583, il est à Rome, où il travaille au service du pape dans les loggias et dans la Galerie Gregoriana du palais du Vatican. Un croquis avec des personnifications des vents au Metropolitan Museum of Art (New York) prouve également sa participation à la Sala della Meridiana dans la Tour des Vents (1582).  Parallèlement, ou lors des décorations (aujourd'hui perdues) du Université pontificale grégorienne en 1583, il commence sa collaboration régulière avec Paul Bril. Ses débuts romains officiels sont deux fresques pour l'Oratoire du Santissimo Crocifisso de l'église San Marcello al Corso, illustrant des événements de l'histoire de la confraternité dit « du Crucifix » (1583-1584) où il a probablement été introduit par son compatriote Niccolò Circignani. 

Il crée deux cycles dans les années suivantes dans la basilique Santa Maria in Aracoeli, encore dans le maniérisme du XVIe siècle :  la Vie de saint Paul dans la Cappella Della Valle et entre janvier 1588  et 1590, la Passion du Christ dans la Cappella Mattei. Diverses sources depuis Giulio Mancini (1621) voient déjà un virage stylistique du récit maniériste et de l'emphase au sens de Girolamo Muziano vers un naturalisme inspiré de Barrocci entre ces deux cycles. 

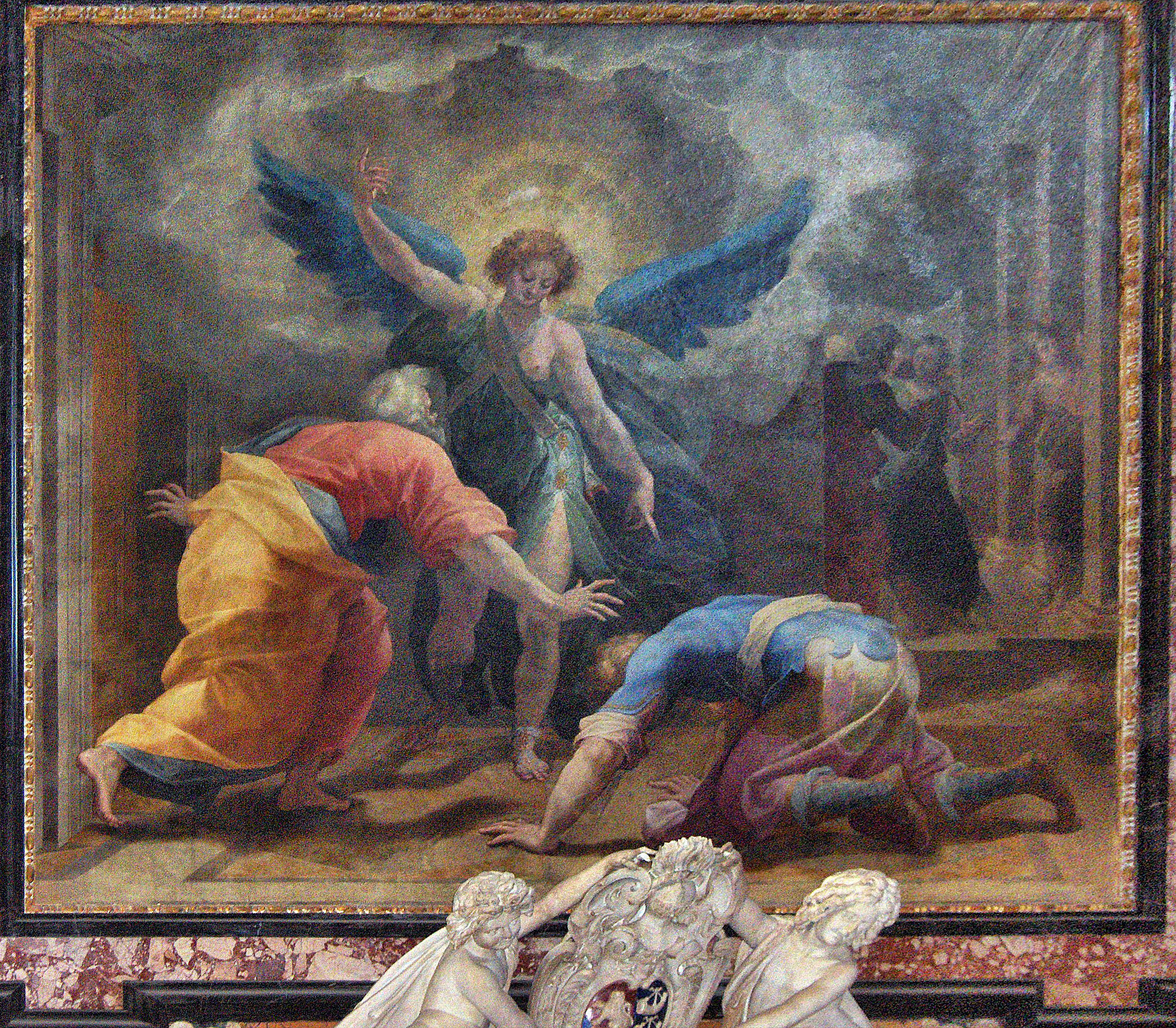
L'Archange Raphaël et Tobie, fresque de la chapelle Rucellai, Sant'Andrea della Valle, Rome.

À partir de la fin de 1588, Roncalli est membre de l'Accademia di San Luca. Par la suite, avec le soutien de Virgilio Crescenzi et du cardinal Cesare Baronio, il devient le principal peintre de la congrégation de l'Oratoire de saint Philippe Néri, non seulement à Rome, mais aussi à Naples, mais peu subsiste de cette collaboration. Crescenzi a également choisi Roncalli comme professeur pour ses fils, en particulier pour Giovan Battista Crescenzi. Roncalli reçoit diverses commandes de Baronio pour l'église Santi Nereo e Achilleo (1599) et l'église San Gregorio al Celio (1603). Dans son tableau Sainte Domitille avec les Saints Nérée et Achille (pour l'église Santi Nereo e Achilleo), où l'on sent une tendance vers le classicisme, et les fresques de l'abside de la basilique Santi Giovanni e Paolo de Rome, il emprunte déjà les chemins baroques « sans perdre la grâce des Barrocci ».
En revanche, les peintures de plusieurs épisodes de la vie de saint Philippe Néri dans la Chiesa Nuova (1596-1599) sont plutôt caractérisées par le réalisme et les contrastes dramatiques de lumière et d'ombre. 
Dès la fin du XVIe et le début du XVIIe siècle, Roncalli reçoit de nombreuses commandes à Rome, qu'il gère avec l'aide de son atelier et de nombreux employés. Pour le jubilé de 1600, il peint le Baptême de Constantin et le portrait de Saint Simon dans le transept de la basilique Saint-Jean-de-Latran, et il dessine les mosaïques de la Chapelle clémentine dans la basilique Saint-Pierre (La Mort d'Ananias et de Saffira, 1599-1604, aujourd'hui dans la basilique Santa Maria degli Angeli e dei Martiri). Dans les deux cas, il travaille sous la direction du Cavalier d'Arpin. 
D'août 1604 au printemps 1605, il travaille également à la décoration illusionniste du dôme de la basilique San Silvestro in Capite. En 1605, il peint la chapelle familiale des Rucellai dans l'église Sant'Andrea della Valle, selon Baglione (1642), l'une des « plus belles choses de Rome » (una « delle più belle cose di Roma »). 

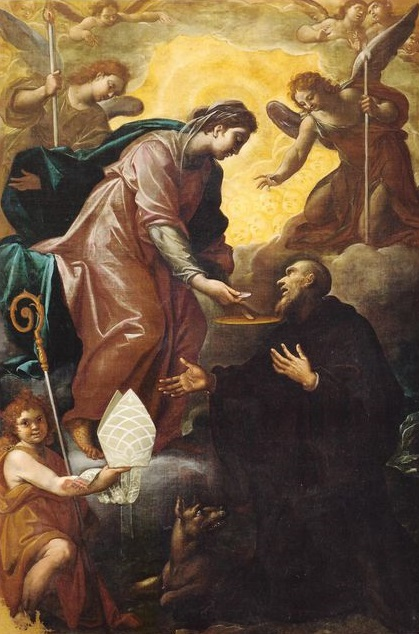
Communion de saint Sylvestre, huile sur toile, vers 1605–1615. Museo civico, Osimo (à l'origine dans l'église San Silvestro).

Peu de temps après, il se rend à Lorette, où entre 1605 et 1609, il réalise l'une de ses principales œuvres pour le compte du cardinal Antonio Maria Galli, recteur de la Sainte Maison de Lorette : la décoration à fresque de la salle du Trésor, aujourd'hui communément appelée Sala del Pomarancio, avec des Scènes de la vie de Marie (1605-1609) ; plus tard les fresques du dôme de la basilique, qu'il achève en 1615, mais qui ne sont plus conservées. Le cardinal Galli donne à l'artiste une telle liberté que Roncalli peut voyager dans le nord de l'Europe en 1606 avec le marquis Vincenzo Giustiniani ; Marc' Antonio Ferretti fait également partie du voyage et écrit quelques madrigaux sur les peintures de Pomarancio qui sont maintenant perdues.  
Dans la première décennie du XVIIe siècle, Roncalli crée également un certain nombre d'œuvres en Ombrie, à Preci, Norcia, Foligno et Assise.
En 1606-1607, le pape Paul V le nomme Cavaliere (chevalier). Cependant, ses succès et la concurrence féroce entre les peintres romains le font également la cible de quelques poèmes satiriques, et dans un procès de 1607, le Cavalier d'Arpin est accusé d'avoir embauché des gens pour agresser Roncalli dans la rue.
Après 1600, surtout dans la deuxième décennie du XVIIe siècle, la peinture de Pomarancio évolue dans un sens plus intimiste, «  avec des accents doux dans les contrastes et un approfondissement des clairs-obscurs ». Saint Charles en prière au palais apostolique de Lorette ou Saint Nicolas de Tolentino et les Âmes du Purgatoire à Sant'Agostino à Pesaro, ainsi que l'autoportrait du musée des Offices en sont des exemples.
Lors de ses nombreuses commandes dans les Marches et à Rome, Roncalli travaille souvent avec Pietro Paolo Iacometti, Giovanni Antonio Scaramuccia et surtout Alessandro Prestati, dont le fils Roncalli a épousé sa petite-fille Lisabetta. Ils aident également à décorer le palais du cardinal Galli à Osimo en 1614. Après la mort du cardinal, Roncalli est accusé de coopération avec ses assistants et à Lorette, un fonctionnaire du siège apostolique veut même lui retirer les salaires considérables convenus pour son travail.
Bien que Pomarancio ait des problèmes de santé et des soucis financiers après son retour à Rome, il continue de participer à la vie artistique de la ville : en octobre 1624, aux côtés de Simon Vouet, il devient vice-président, puis recteur de l'école de l'Accademia di San Luca,  avec Le Cavalier d'Arpin, Antonio Tempesta, Giovanni Baglione et Le Bernin.
Il travaille jusqu'au bout et meurt le 14 mai 1626. Les cérémonies funéraires ont lieu à la basilique de la Minerve avant qu'il ne soit enterré dans son église paroissiale de Santo Stefano del Cacco.
La position artistique de Roncalli entre tradition et avenir lui vaut le respect et l'admiration d'éminents collègues, dont Pierre Paul Rubens et Annibale Carracci, qui fait l'éloge de son Baptême de Constantin (1601) dans la basilique Saint-Jean-de-Latran. On dit aussi que Le Caravage et Roncalli se sont appréciés.

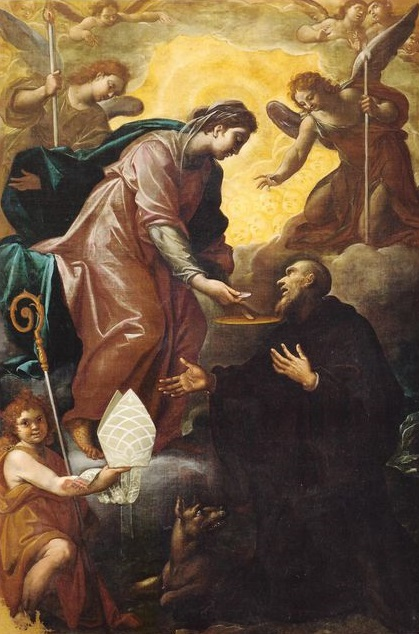
La communion de saint Sylvestre, huile sur toile (1605-1615) - Musée Civique d'Osimo - Peinture réalisée pour l’église saint Sylvestre de la ville.
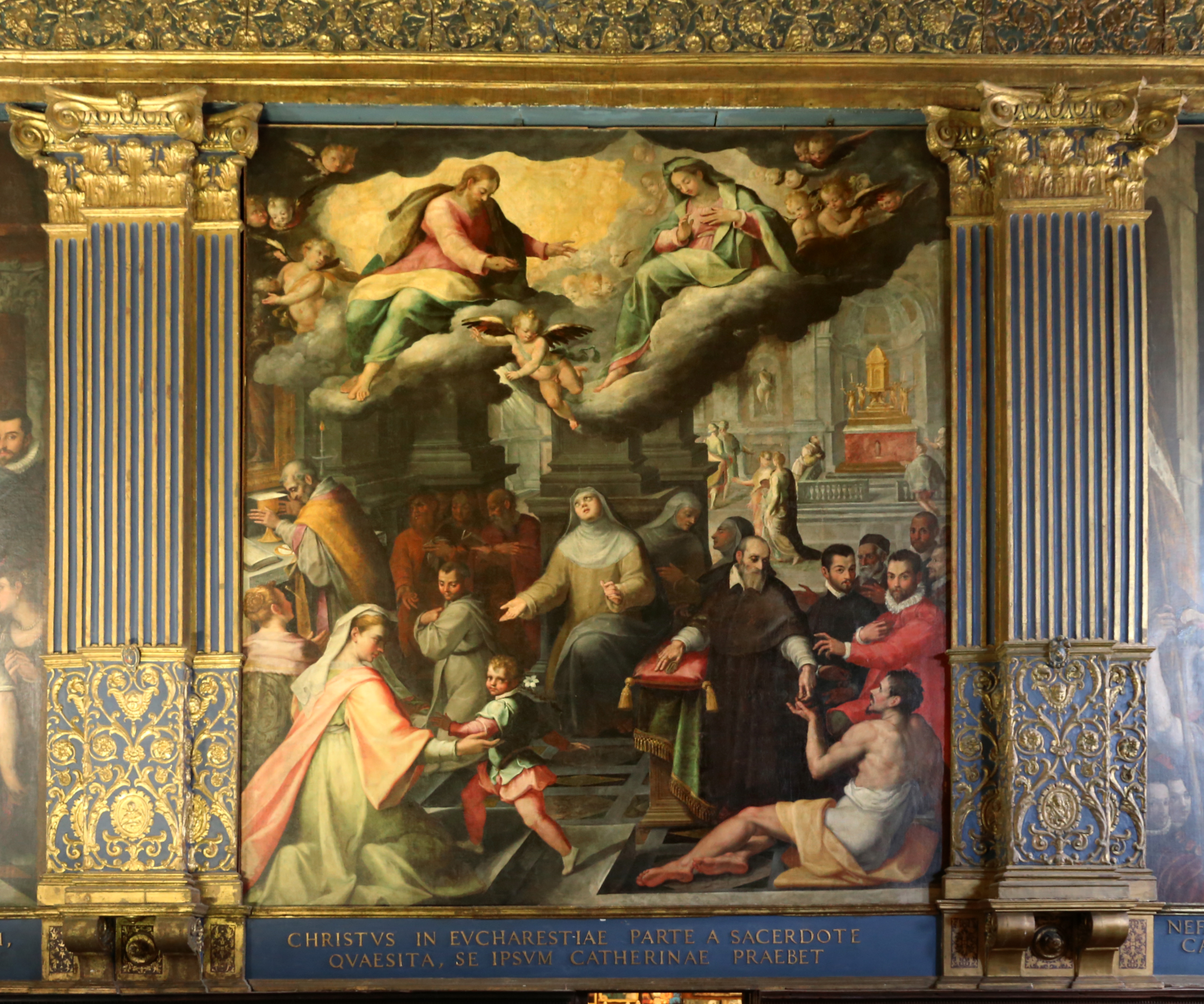
Sainte Catherine recevant l’Eucharistie de manière miraculeuse. 1582
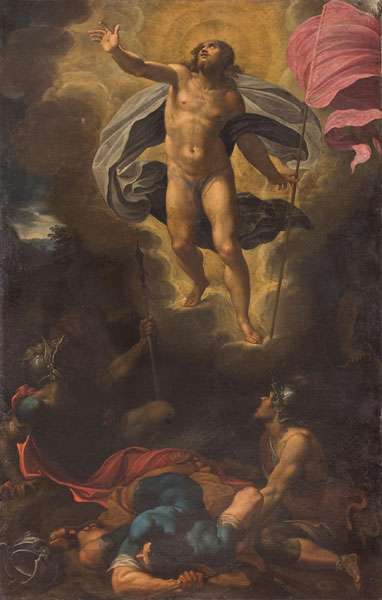
Résurrection du Christ, Cristoforo Roncalli, 1603, Eglise San Giacomo in Augusta (1°chapelle de droite), Rome

## Style
Cristoforo Roncalli peut être considéré comme l'un des peintres romains les plus importants de son temps. Il peint à la fois à fresque  et à l'huile. Son style se caractérise par une grande élégance et un mouvement, une douceur et une beauté inspirées du Corrège et du Barroccio. Par conséquent, malgré ses racines maniéristes, il montre déjà des tendances claires vers le baroque, qui se renforcent naturellement après 1600. Beaucoup de ses œuvres sont encore in situ dans des églises et des palais italiens.

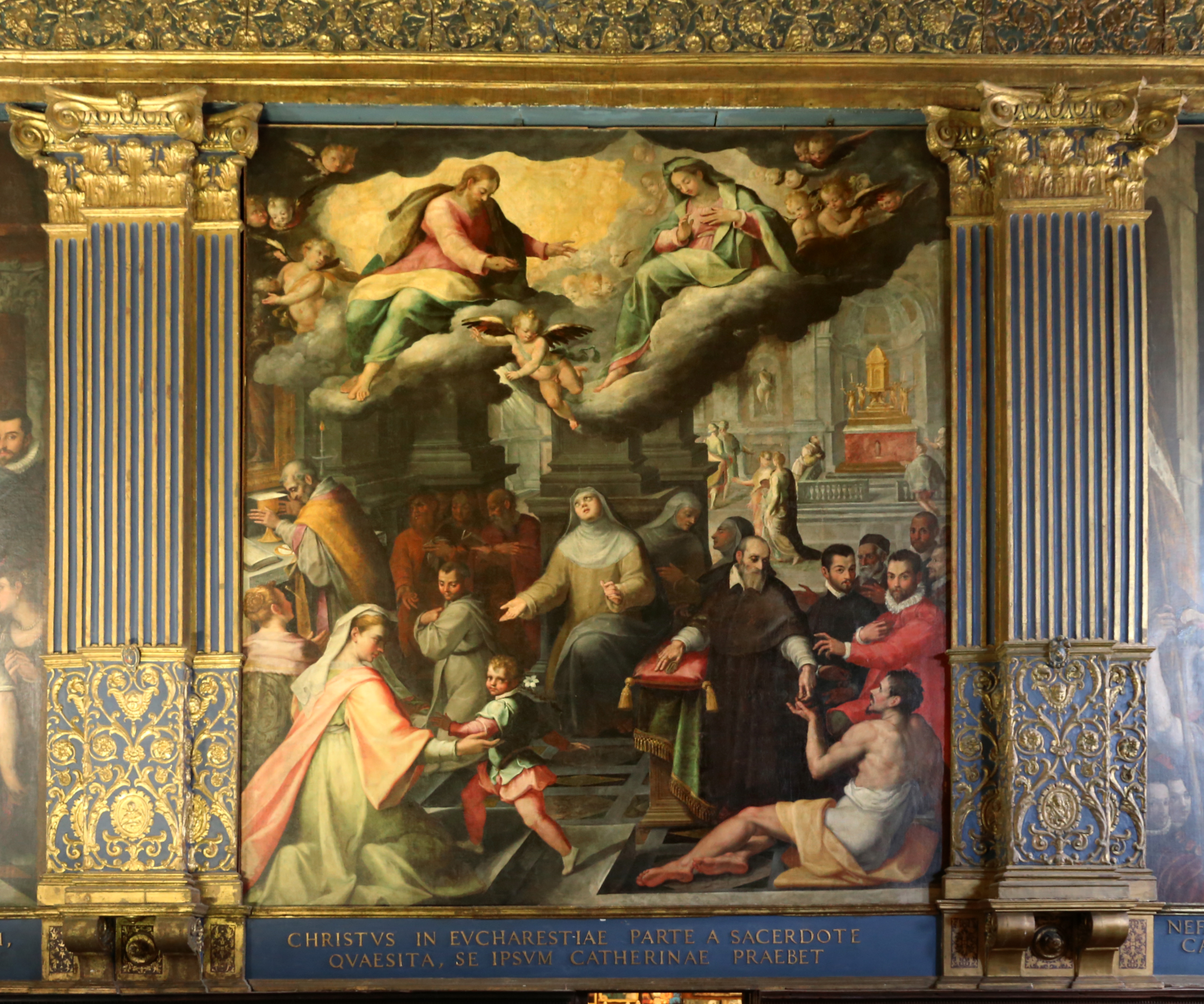
Sainte Catherine recevant l’Eucharistie miraculeuse, 1582.
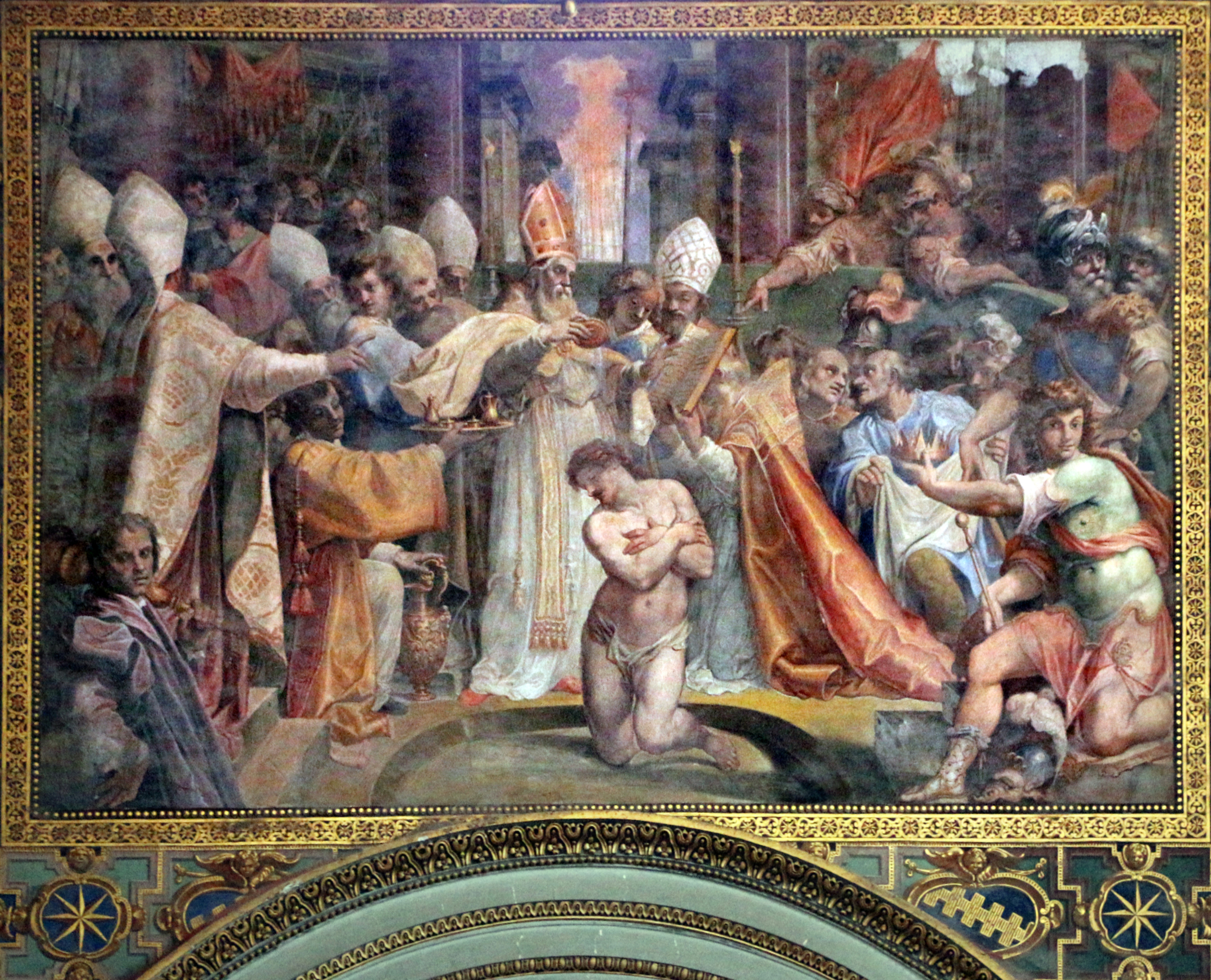
Le Baptême de Constantin, 1597-1601.
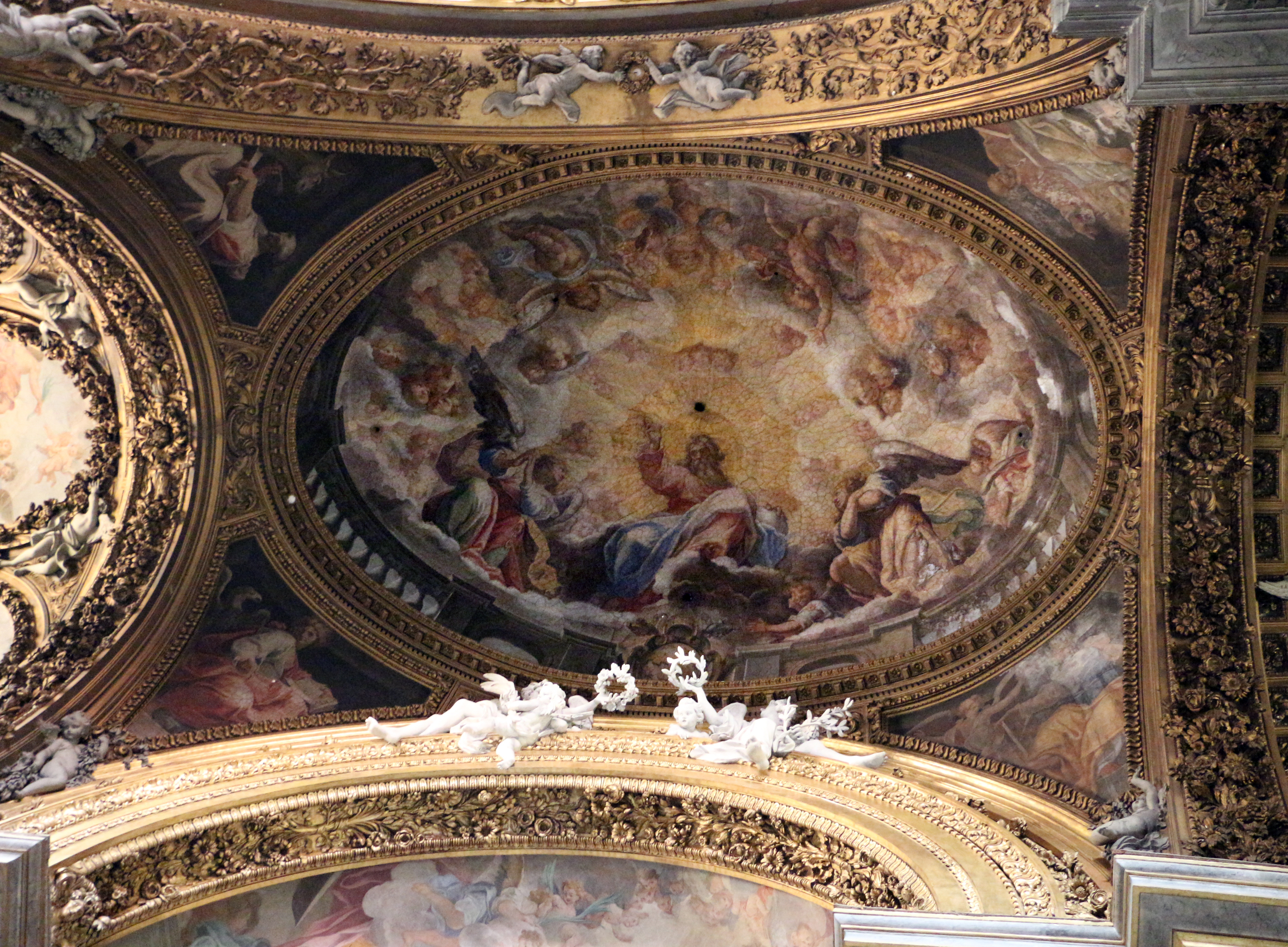
Plafond de la Basilique saint Sylvestre-en-Tête  de Rome, avant 1605.
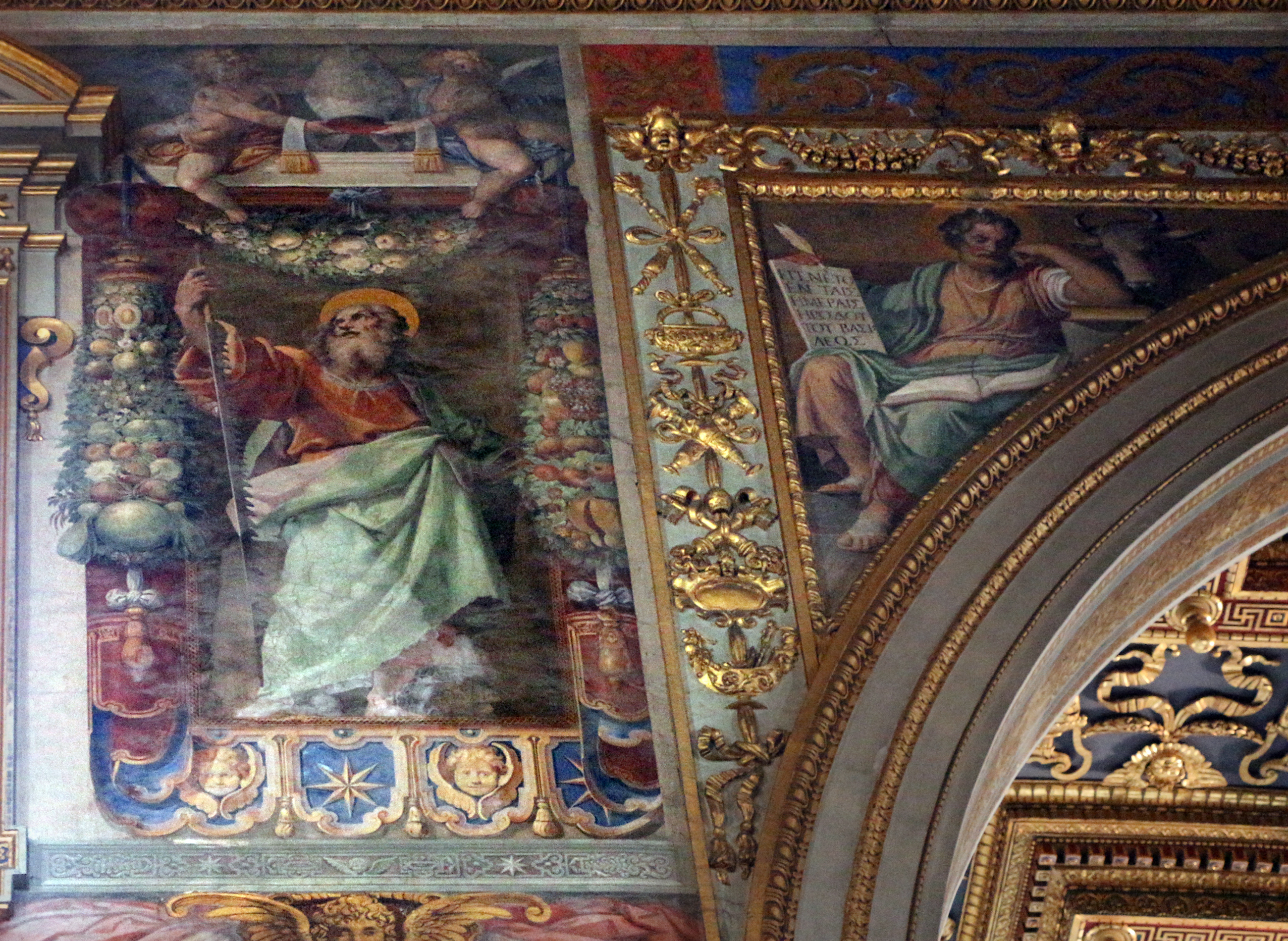
Saint Simon, 1597-1601.

## Œuvres

### Rome
- Ciclo degli avvenimenti della confraternita del Crocefisso (1583 - 1584), Église San Marcello al Corso
- Ciclo della Passione di Cristo, (1585 - 1590), Basilique Santa Maria in Aracoeli
- Ciclo della Vita di San Paolo (1585 - 1590), basilique Santa Maria in Aracoeli
- Ciclo della vita di san Filippo Neri (1596 - 1599) Chiesa Nuova
- Santa Domitilla con i santi Nereo ed Achille (1599), Église Santi Nereo e Achilleo
- Battesimo di Costantino (1600), Basilique Saint-Jean-de-Latran
- Eterno Benedicente, chapelle du saint Sacrement, Basilique Saint-Jean-de-Latran
- Plafond de la Basilique San Silvestro in Capite
- Ritratto di San Simone (1599)

### Dans les Marches
- Madonna con Gesù bambino benedicente, huile sut toile, 123 × 97 cm, 1600 env, Galleria Nazionale delle Marche, Urbino
- La Presentazione al Tempio, église San Vito, Recanati
- La Presentazione al Tempio, église San Vito, Recanati
- Santa Chiara e Santa Margherita da Cortona (attribution), église des Cappuccini, Recanati
- Storie della vita della Madonna, (1606-1610), Sainte Maison de Lorette, Salle du trésor, Loreto
- fresques de la coupole, Sainte Maison de Lorette (perdus), Loreto
- Soffitto di Palazzo Gallo, Palazzo Gallo, Osimo
- San Giuseppe che libera le anime del Purgatorio, (attribution), Pinacothèque communale, Potenza Picena
- Crocifissione, Pinacohèque communale, Potenza Picena
- Madonna della Misericordia, église della Misericordia, San Severino Marche
- Madonna del Carmelo, (attribution), Pinacothèque paroissiale, Corridonia

### Autres
- Mosaico della Cappella Clementina (1600), Basilique Saint-Pierre, Vatican
- Madonna con Bambino, Sant'Agostino, Santa Maria Maddalena e angeli, huile sur toile, 253 × 166 cm, (1610-1615), Pinacothèque de Brera, Milan
- Madonna in trono con Bambino e Santi, (1595) (attribution), oratoire Santa Maria Annunziata, localité Carvisi-Cabanetti, Mapello
- Sainte Famille, église San Giuseppe dei Ruffi, Naples
- Santi nursini, début XVIIe siècle Cathédrale de Norcia, Norcia[22]
- Metamorfosi, Palazzo Bindi, Sienne
- La Madone à l’Enfant avec Saint Antoine et sainte Agathe (1576), Museo de l’Opera metropolitana del Duomo, Sienne

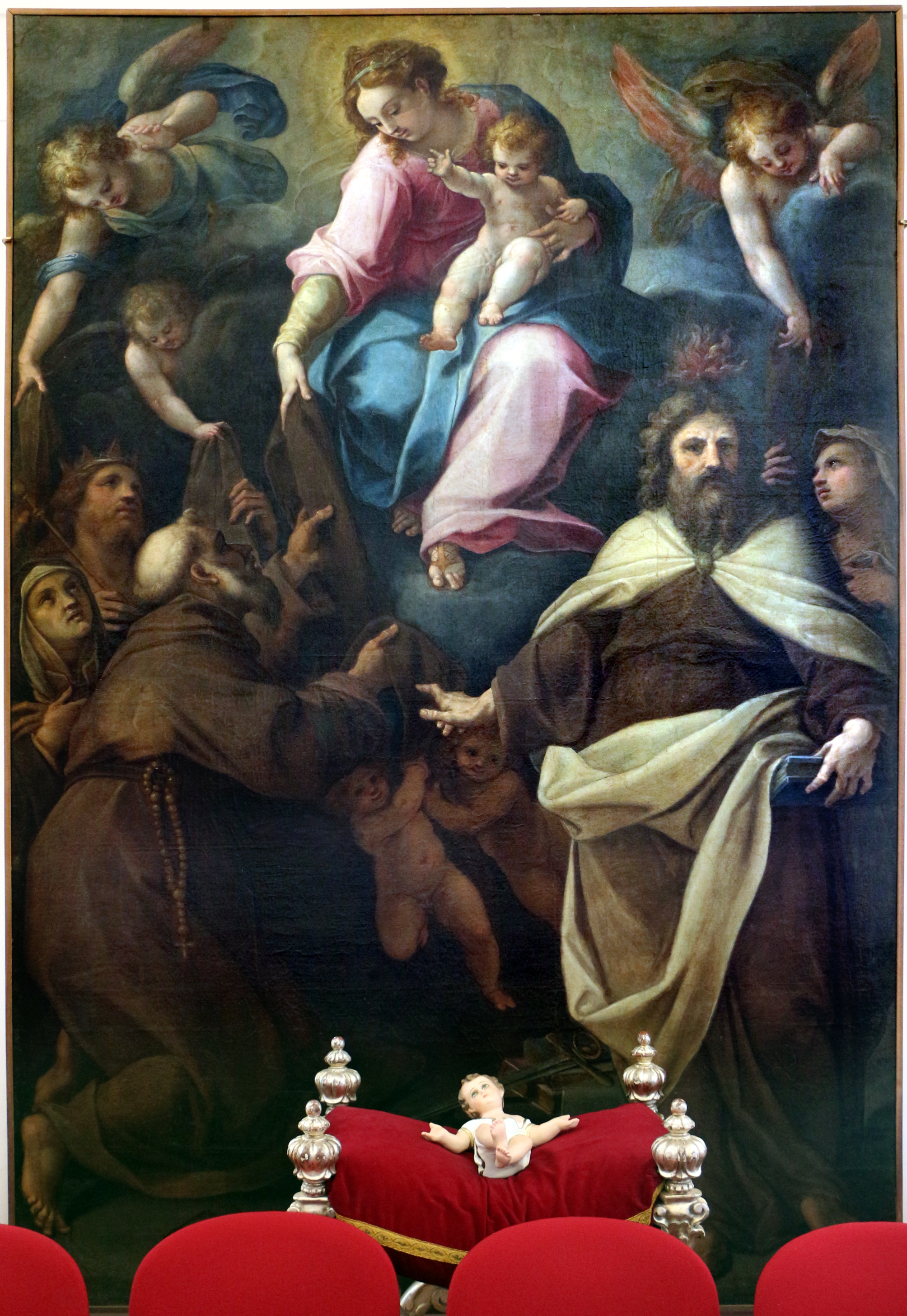
Madone du Carmel offrant le scapulaire à Saint Simon, 1606-1610.
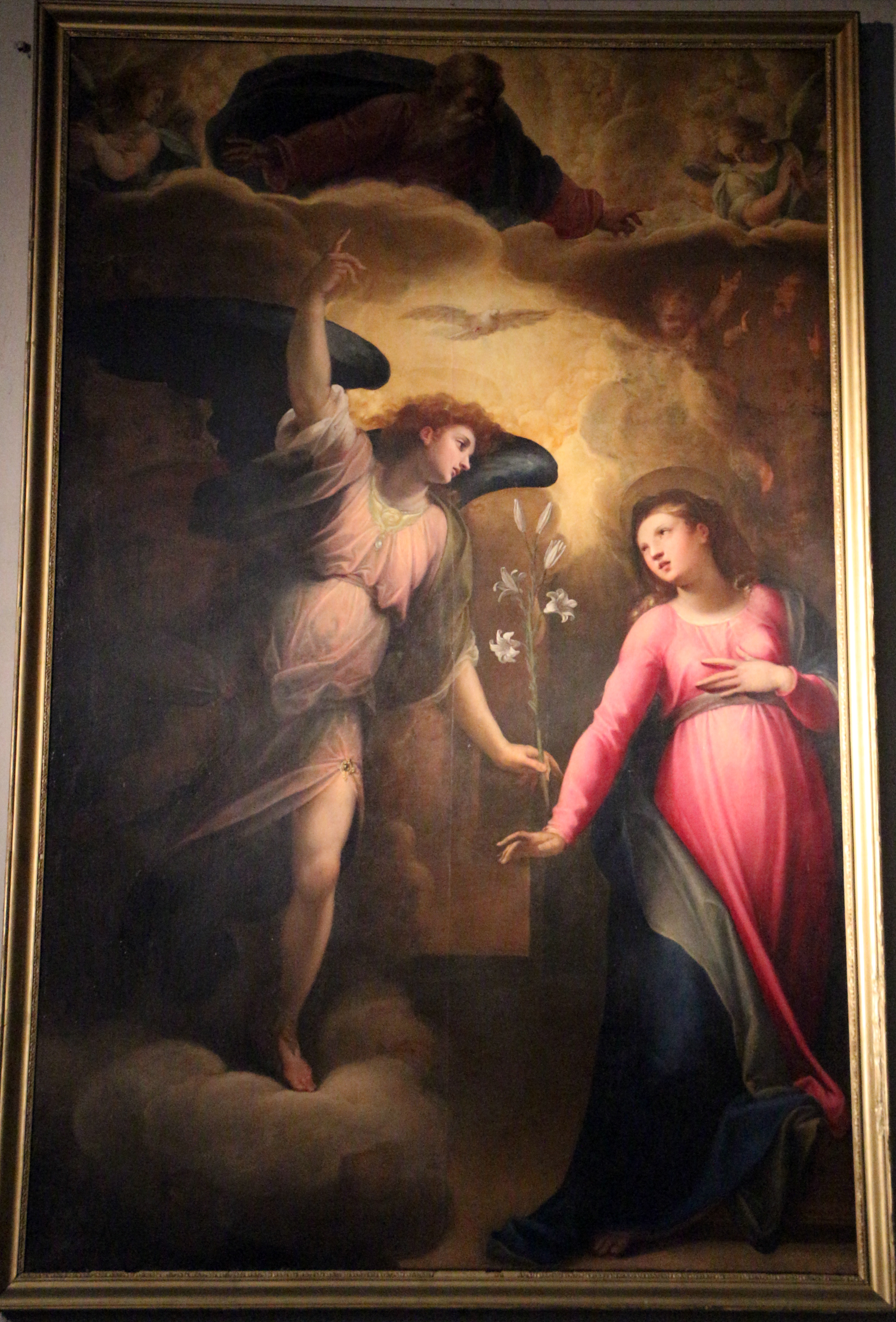
Annonciation.
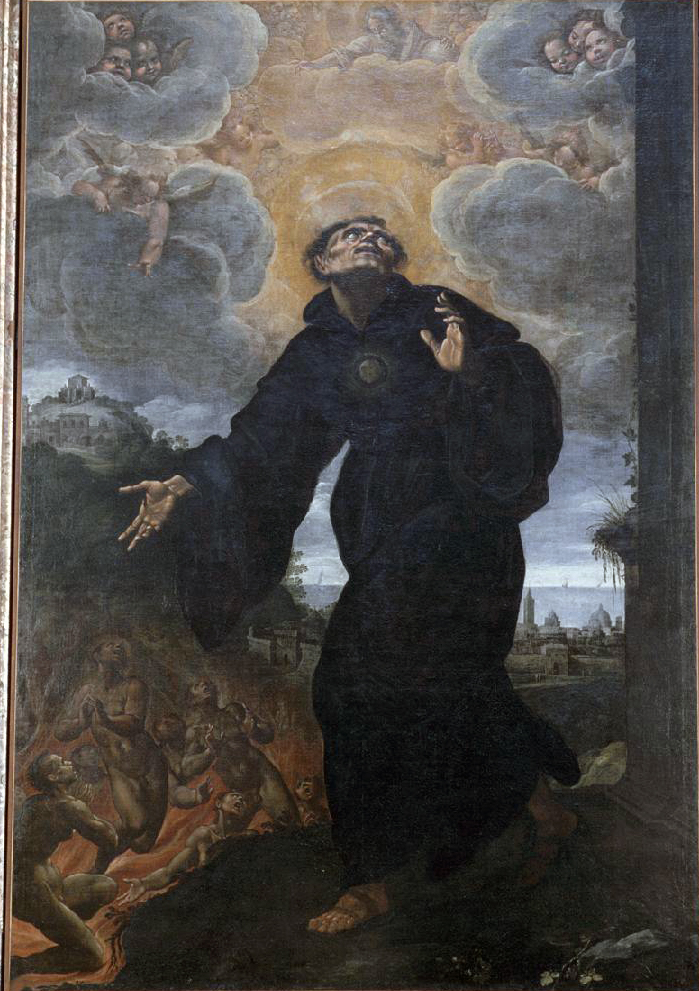
Nicolas de Tolentino.
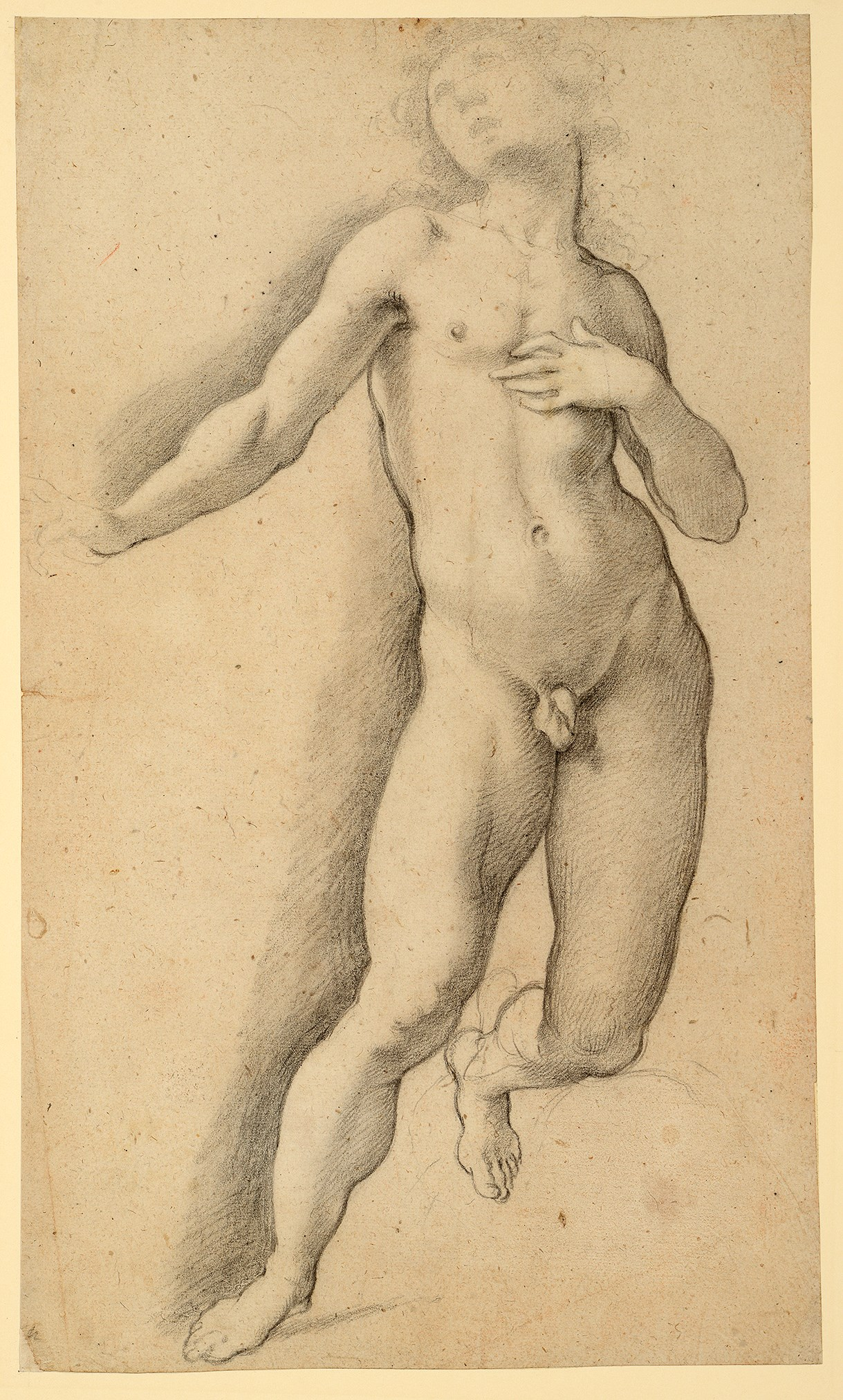
dessin d’homme nu.